# یخبندان ریس

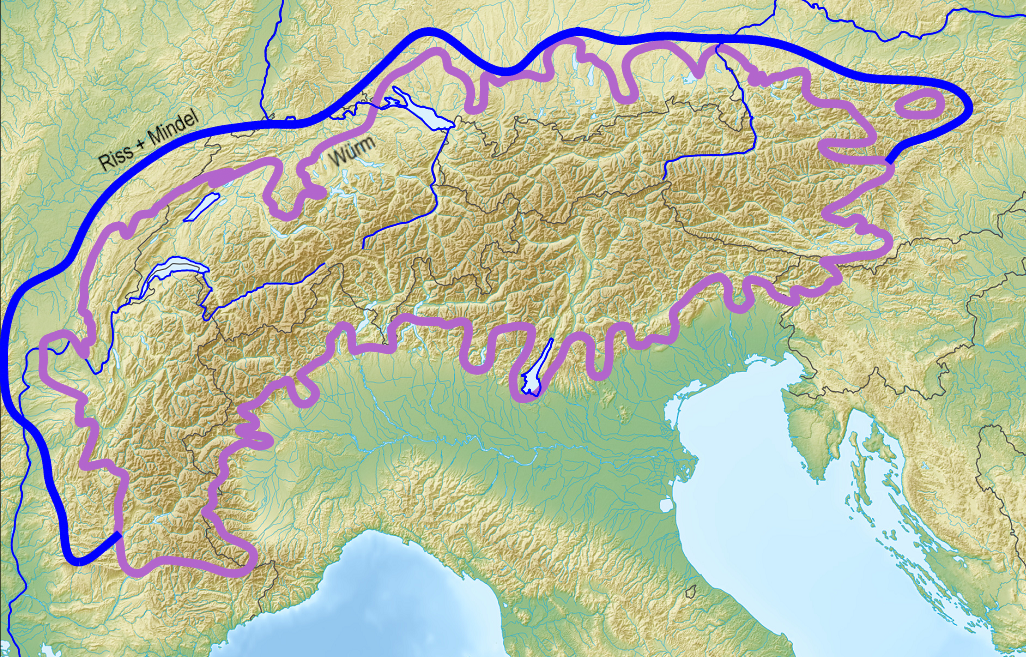
گسترش یخبندان‌های میندل و ریس (آبی) در مقایسه با یخبندان وورم.

یخبندان ریس (آلمانی: Riß-Kaltzeit) دومین یخگیری جدید دور پلیستوسن در طبقه‌بندی سنتی و چهارگانه یخبندان رشته‌کوه آلپ‌ است. مدت زمان این یخبندان معمولاً بین ۳۰۰۰۰۰ تا ۱۳۰۰۰۰ و ۳۴۷۰۰۰ تا ۱۲۸۰۰۰ سال پیش در نظر گرفته می‌شود. این یخبندان با یخبندان سال در شمال آلمان همزمان است. نام‌گذاری یخبندان ریس توسط آلبرت پنک و ادوارد بروکنر در کتاب سه‌جلدی «آلپ در عصر یخبندان» که بین سال‌های ۱۹۰۱ تا ۱۹۰۹ منتشر شد، صورت گرفت.